# Alberto Cianca
Alberto Cianca (Rome, 1er janvier 1884 - Rome, 8 janvier 1966) était un journaliste et homme politique italien. Il a été député à l'Assemblée constituante et sénateur à la deuxième et troisième législature.

## Biographie

### Le début de son activité journalistique
Après avoir obtenu une licence en droit, il a commencé sa carrière journalistique en qualité de reporter parlementaire pour la Tribuna à Rome, puis pour le Secolo à Milan. Rédacteur en chef du Messaggero à Rome, il en démissionne en 1921, car il n'est pas d'accord avec l'orientation politique du journal et dirige ensuite L'Ora à Palerme.

### Activité antifasciste en Italie et en France (1924-1940)
Démocrate et antifasciste, en novembre 1924, après le crime de Giacomo Matteotti, Cianca rejoint l'Unione Nazionale (Union nationale) de Giovanni Amendola et devient rédacteur en chef du journal de l'après-midi "Il Mondo" (22 août 1922). À partir du 12 mars 1925, il est également rédacteur en chef du journal du matin "Il Risorgimento". En raison de ses convictions, il est agressé, voit sa maison détruite et est séquestré par la police. Il parvient à s'échapper en Corse et rejoint Paris (janvier 1927). Dans la capitale française, il dirige le périodique socialiste "La Libertà" et parvient à relancer la publication de l'hebdomadaire satirique "Becco giallo", dont il est le coéditeur (avec Alberto Giannini).
Persécuté par le fascisme, il a été condamné à plusieurs reprises par contumace par le Tribunal spécial,,.
En août 1929, à l'Hôtel du Nord de Champagne, à Montmartre, à l'initiative d'Alberto Tarchiani, Carlo Rosselli, Gaetano Salvemini, Emilio Lussu, Francesco Fausto Nitti et Alberto Cianca, se constitue Giustizia e Libertà (GL) un mouvement à tendance républicaine, dans le but de rassembler toutes les formations non communistes qui entendent lutter et mettre fin au régime fasciste. En 1931, Giustizia e Libertà stipule un accord égal avec le parti socialiste, qui prévoit l'inclusion de Giustizia e Libertà dans le comité exécutif de la Concentrazione Antifascista, une association de partis antifascistes qui comprend également le Partito Repubblicano Italiano (parti républicain italien). Le membre de GL au sein du comité exécutif de la "Concentrazione" était Alberto Cianca. L'accord entre les trois formations politiques est cependant rapidement marqué par de nombreux contrastes et, en mai 1934, la Concentrazione Antifascista est dissoute. Il est également initié à la franc-maçonnerie dans la loge « Giovanni Amendola » du Grand Orient d'Italie en exil à Paris.
Pendant la guerre civile espagnole, Cianca se trouve plusieurs fois en Espagne parmi les combattants des Brigades internationales en tant que propagandiste des idées antifascistes. Face à l'occupation allemande de la France, en juin 1940, Alberto Cianca quitte Paris, et rejoint les États-Unis, via Casablanca.

### Le séjour aux États-Unis et la Société Mazzini (1940-1944)
Pendant son séjour aux États-Unis, Cianca collabore avec un autre ancien "giellino", Alberto Tarchiani, également exilé, qui est devenu secrétaire de la Mazzini Society, une association antifasciste italo-américaine de matrice démocratique et républicaine. Par le biais du "Mazzini", Cianca et Tarchiani espéraient obtenir le soutien du gouvernement américain, pour la création d'un Comité national italien, c'est-à-dire une forme de gouvernement en exil et, avec l'avancée progressive des troupes alliées en Afrique du Nord (1941-42), également d'une "légion italienne", dirigée par Randolfo Pacciardi, ancien commandant du bataillon Garibaldi dans la guerre civile espagnole et arrivé aux États-Unis en décembre 1941. Cette ligne politique visait en outre à désigner l'ancien ministre des Affaires étrangères Carlo Sforza, également au sein du "Mazzini", comme leader du mouvement antifasciste italien à l'étranger et, implicitement, comme futur chef de gouvernement d'une Italie libérale-démocratique libérée de la dictature et de la monarchie fascistes. L'attitude des autorités américaines à l'égard de ce projet ne dépassa toutefois pas celle d'une attente tiède et les contacts similaires tentés avec la Grande-Bretagne n'eurent aucun résultat.
La Mazzini Society entre en crise entre décembre 1942 et janvier 1943, à la suite d'une tentative de rapprochement avec les socialo-communistes. Opposés à la déformation de la matrice libérale-démocratique de l'association, en février suivant, Tarchiani et Cianca démissionnent.
Après le débarquement allié en Sicile (Opération Husky, juillet 1943), Tarchiani, Cianca et Garosci embarquent pour rentrer en Europe sur le paquebot transatlantique Queen Mary, transformé pour le transport de troupes. Une fois en Angleterre, après un voyage plein d'incertitudes et de dangers, ils activent immédiatement la radio clandestine de "Giustizia e Libertà", diffusant toute la journée des attaques contre le régime et la monarchie, accusés d'en être les complices, et soutenant les premiers noyaux antifascistes. En août, le groupe réussit à s'embarquer pour l'Italie, débarquant finalement à Salerne.
Une fois en Italie, Alberto Cianca, avec les ex-GL Lussu, Tarchiani et Garosci, rejoint le Partito d'Azione et, entre juin et décembre 1944, il est ministre sans portefeuille dans le deuxième gouvernement Bonomi.

### L'après-guerre et l'activité parlementaire
En avril 1945, Cianca est nommé membre du Consulta Nazionale (Assemblée nationale) et, dans le premier gouvernement De Gasperi (décembre 1945 - juillet 1946), il est ministre sans portefeuille pour les relations avec le Conseil.
Lors des élections générales du 2 juin 1946, qui se déroulent en même temps que le référendum institutionnel, Cianca est élu député à l'Assemblée constituante sur les listes du Partito d'Azione et, comme tous les autres membres de son parti, il rejoint le groupe parlementaire autonomiste. Lorsque le parti est dissous le 20 octobre 1947, il rejoint le Partito Socialista Italiano (Parti socialiste italien ou PSI).
Lors de la séance de l'Assemblée constituante du 13 décembre 1947, Alberto Cianca et Emilio Lussu lancent des accusations contre leur collègue démocrate-chrétien Francesco Chieffi: le premier le qualifie de "collaborateur des Allemands", et le second déclare que Chieffi a été un "fournisseur de femmes aux Allemands". Le 22 décembre 1947, une commission d'enquête parlementaire spéciale, présidée par Luigi Gasparotto, conclut que les accusations sont sans fondement à tous égards.
Au cours de la deuxième législature (1953-1958), Cianca est élu sénateur dans la circonscription des Marches sur les listes du PSI; réélu au cours de la législature suivante (1958-1963), il est plusieurs fois président du collège des probiviri des journalistes italiens. Rome lui a dédié un jardin public réservé aux enfants dans sa banlieue.

## Commissions
en tant que député
- Membre de la Commission des traités internationaux
- Membre de la Commission italienne de l'Union interparlementaire
- Membre de la Commission spéciale pour l'examen

en tant que sénateur
- Membre de la IIIe Commission des affaires étrangères (1953-63)
- Membre de la Commission spéciale pour la ratification des actes de l'Union de l'Europe occidentale (1955)
- Membre de la Commission spéciale pour l'examen du projet de loi contenant des mesures pour la ville de Rome (1956-63)
- Membre de la Commission parlementaire pour l'étude de la procédure d'examen des budgets (1955-58)
- Membre de la Commission parlementaire de surveillance de la radiodiffusion (1953-63)

## Sources
- (it) Cet article est partiellement ou en totalité issu de l’article de Wikipédia en italien intitulé « Alberto Cianca » (voir la liste des auteurs).